# Phrynoidis aspera
Phrynoidis aspera är en groddjursart som först beskrevs av Johann Ludwig Christian Gravenhorst 1829.  Phrynoidis aspera ingår i släktet Phrynoidis och familjen paddor. IUCN kategoriserar arten globalt som livskraftig. Inga underarter finns listade i Catalogue of Life.